# Ivana Tikvić
Ivana Tikvić (Zagabria, 20 marzo 1994) è una cestista croata.

## Carriera
Nel 2015 approda in Italia con Umbertide.
Nel 2016 passa alla Pallacanestro Torino.
Con la Croazia ha disputato due edizioni dei Campionati europei (2015, 2021).